# Loma Diego de Ocampo
Pico Diego de Ocampo 
La loma Diego de Ocampo  está situada en la República Dominicana, es una elevación de 1,249 metros sobre el nivel del mar siendo el punto más alto de la cordillera septentrional. 
Forma parte de los territorios de las provincias de Santiago y Puerto Plata, limítrofe en sus municipios de Santiago de los Caballeros, Villa González y Altamira.
Por su ubicación y cercanía, al norte de las ciudades de Santiago de los Caballeros y Villa González, está considerado por sus habitantes como ícono cultural, ecológico y de un ecoturismo en pleno desarrollo.[cita requerida] A tal punto, que uno de los lemas que ha adquirido la ciudad de Santiago de los Caballeros es “La ciudad del Ocampo".

## Geografía
Forma parte del macizo de la Cordillera Septentrional, conocida también como Sierra de Monte Cristi, una cadena montañosa de unos 180 km (aprox.) de largo y anchura máxima de 40 km (aprox.), paralela a la costa norte de la parte Dominicana de la isla La Española que se extiende en dirección noroeste-sureste desde las vecindades de la ciudad de Monte Cristi hasta un poco más al este de las localidades de Arenoso y Rincón Molenillos en Villa Riva. Limitando al norte con los llanos costeros del Atlántico, al sur con el Valle del Cibao, al este con el llano costero de Nagua-Boba y al oeste con el océano Atlántico.
Su formación geológica data de los períodos Mioceno-Oligoceno del Terciario, o sea de 1 a 60 millones de años, originándose como resultado de las fuerzas endógenas en las placas tectónicas del Caribe y de Norteamérica.
Predominan las rocas sedimentarias con importantes formaciones de calizas, cavernas, grutas y furnias, así como afloramientos ígneos o volcánicos detectados en su parte oriental.

## Historia
Su nombre lo obtiene durante la época de la colonización española, de un líder de esclavos que junto a un grupo de iguales se rebelaron contra la esclavitud, sublevándose en la parte central de la isla de Santo Domingo teniendo como zona de influencia principalmente a Santiago de los Caballeros, el Valle de La Vega Real, Concepción de la Vega y de manera particular en San Juan de la Maguana, Sierra de Bahoruco y Neiba.
En términos geoestratégicos, estos lugares garantizaban la seguridad de los sublevados, pues la intensa vegetación y accidentada orografía le proporcionaban todo lo que necesitaban: agua, alimentos, y sobre todo refugio.
Diego de Ocampo fue un luchador negro, uno de los principales exponentes del movimiento antiesclavista, quien junto con los demás líderes Sebastián Lemba Calembo, Juan de Vaquero, Diego de Guzmán, Fernando Montoro, Juan Criollo, Perico y otros, se alzaron en armas por los años de 1530 y se mantuvieron en pie de lucha en las montañas, siendo los creadores de las primeras tácticas de guerrilla que durante largo tiempo infligieron daño a los colonizadores y esclavistas españoles.
Aunque muchos de los líderes negros sublevados y en libertad fueron originarios y traídos desde la costa del Viejo Calabar en África, es muy probable de muchos de estos negros rebeldes fueran negros criollos o ladinos, nacidos en la isla. Hecho que pudiera haberle aportado el conocimiento sobre sus esclavistas y las autoridades españolas, para poder enfrentarlos con mayor eficiencia.
Asediado por las cuadrillas antiguerrilleras españoles por los años de 1540 llegó a pactar una tregua o acuerdo de paz con sus perseguidores, a cambio del perdón de su vida y la de sus familiares; por dinero, y de aceptar de servir en las cuadrillas antiguerrilleras esclavistas para encontrar y eliminar a los demás esclavos cimarrones aún en libertad y fuera del yugo español.
La ignominia cometida por Diego de Ocampo de localizarles a los perseguidores los sitios donde se encontraban los palenques o manieles donde se refugiaban y agrupaban los demás líderes, sus familiares y combatientes, y enseñarles sus tácticas de combate cimarronas, facilitó enormemente la captura y muerte de los líderes y la derrota del movimiento.
Luego de reconocer su acto de cobardía y traición, volvió a rebelarse, siendo abatido por tropas españolas y ejecutado por los años de 1546 o 1547.
Entre los primeros líderes en caer abatidos por las infames acciones de Diego de Ocampo fueron Diego Guzmán, Sebastián Lemba y Juan Vaquero, no obstante estas pérdidas importantes, los movimientos cimarrones se mantuvieron en los siglos siguientes en las Sierras de Bahoruco y de Neiba, pero nunca con la fuerza de las que se produjeron en los años de 1540.
Ha sido tema de discusión en los últimos años por varios intelectuales dominicanos, ante la realidad del hecho de la traición de Diego de Ocampo al movimiento y a sus líderes cimarrones publicado por reconocidos historiadores, el cambio de nombre de la montaña y su pico debiera ser considerado.

## Clima

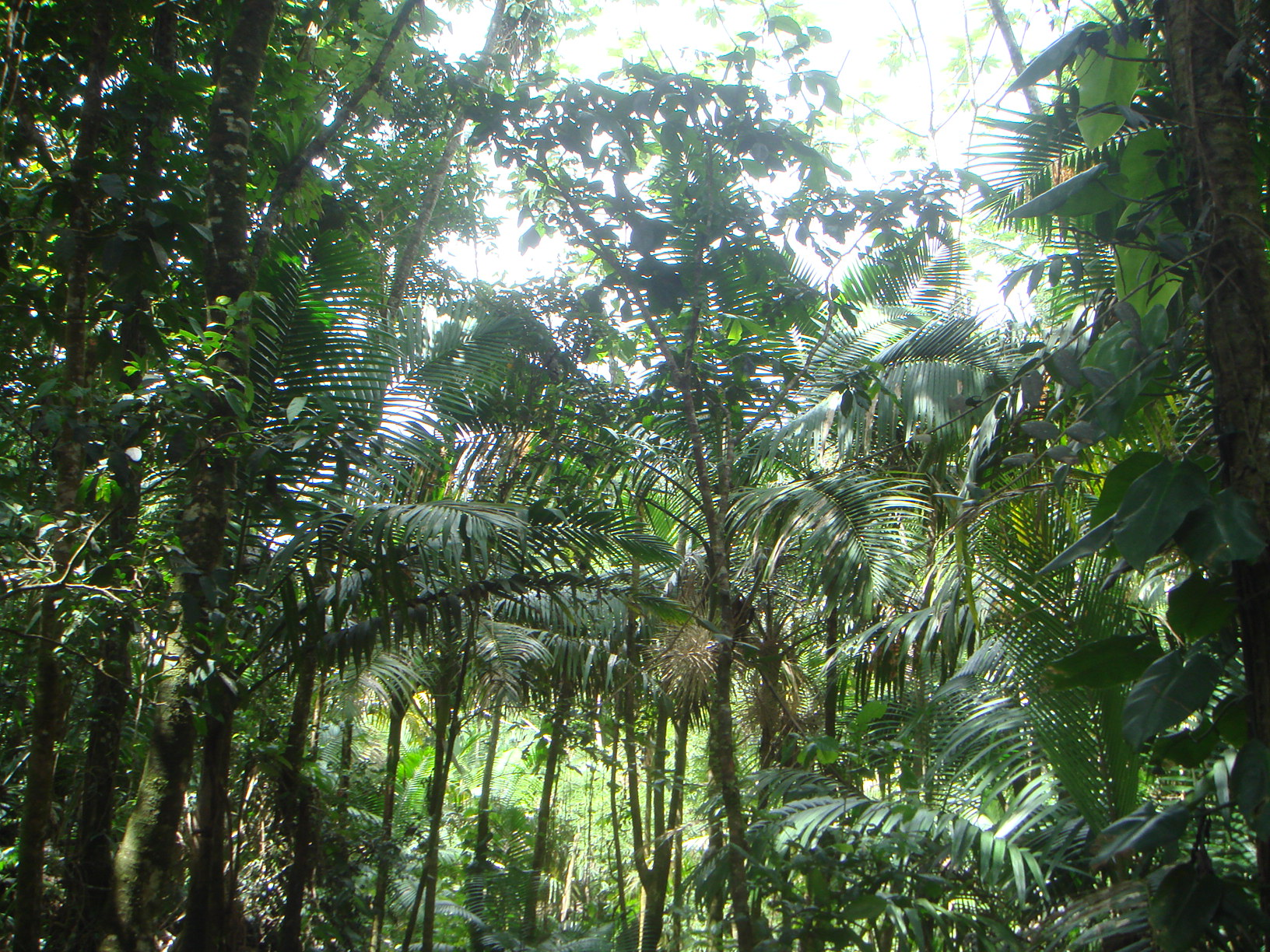
Palma Manacla (Prestoea Montana)

La exposición a los vientos alisios del nordeste es la causante de una precipitación orográfica en el flanco norte y noreste de la montaña en su parte más elevada, creando un frondoso bosque húmedo montano tropical, que se caracteriza por una alta concentración de niebla superficial, usualmente a nivel más alto de los árboles o de la canopea, beneficiado por el fenómeno de la lluvia horizontal provocada por las nubes bajas en contacto con el bosque provocan que este se vayan empapando y vaya goteando continuamente, lo cual engrosan los caudales de aguas subterráneas, ríos y arroyos.

## Flora y fauna
La elevada vegetación está compuesta por una gran concentración del Palma Manacla (Prestoea montana) y gran variedad de latifoliadas endémicas, albergando una variedad de aves como Paloma Ceniza (Patagioenas inornata), Carrao (Aramus guarauna), Guaraguao (Buteo jamaicensis) y mamíferos como el Soledononte (Solenodon paradoxus).
La zona de vida de sus aproximados cuarenta kilómetros cuadrados de extensión, los componen variados ecosistemas de bosques seco, húmedos y de transición distribuidos en sus distintas altitudes con diferentes climas y temperaturas que oscilan entre los 15 y 33 grados celsius, dependiendo la época del año.

## Hidrología
La montaña Diego de Ocampo por ser la más alta de la Cordillera Septentrional, es la mayor receptora de los vientos alisios cargados con gran humedad oceánica, descargándola en su vertientes norte y noreste. Esta particularidad, junto a las lluvias, la convierte en una considerable captadora y depósito de agua, proveyendo al sistema hídrico de la región del Cibao central, así como a sus vertientes a través de un número significativo pequeños manantiales, arroyos, riachuelos y cañadas.[cita requerida]

## Ecoturismo
El atractivo ecoturístico radica en lo rural, clima y paisajes. Lo más visitado es el mirador situado en la cúspide del Pico Diego de Ocampo donde se obtiene una visual panorámica de valle del Cibao, la Cordillera Septentrional y la costa norte.
Entre las actividades de recreación disponibles están el senderismo, cabalgatas, ciclismo de montaña, entre otros.

## Cronología del área protegida

### Vedado Loma Diego de Ocampo
La elevación montañosa de las ciudades de Santiago de los Caballeros y Villa González, por su importancia ecológica descubierta por el médico y biólogo José de Jesús Jiménez Almonte en los años de 1950 y 1960 al realizar sus visitas y estudios sobre la biodiversidad y la geografía de la zona, motivó e inició de las diligencias para su preservación.
Fue entonces cuando a solicitud del doctor Jiménez Almonte al Presidente Joaquín Balaguer, luego de ponderar varios factores humanos y ecológicos, una parte de la montaña Diego de Ocampo es declarada "Vedado Loma Diego de Ocampo" mediante la promulgación de la Ley n.º 5697 del 8 de diciembre del 1961.
Fue parte primordial en la declaratoria de la nueva área protegida, proteger a los campesinos y su sustento agropecuario, al excluir del área del vedado las propiedades productivas de las comunidades de La Guazumita, Piché y/o Las Manaclas, como indicaba la referida ley en su acápite “d”.
El “Vedado Loma Diego de Ocampo” en lo adelante, quedaría con las siguientes características: Perímetro aproximada de 15.4 km y extensión superficial de 11.3 km² (equivalentes a 11,318,150 m² o 17,998 tareas²). (imagen de mapa adjunta)

### Reserva Biológica Dr. José de Jesús Jiménez Almonte
Durante los años de 1994 al 1996 el mismo Presidente Joaquín Balaguer, con las mejores intenciones de proteger el Medio Ambiente y los recursos naturales, instruyó a un grupo de personas, encabezado por el señor Eleuterio Martínez, de la delimitación, estructuración y reglamentación del uso de las áreas protegidas ya existentes, y de aquellas nuevas a ser creadas mediante un nuevo decreto presidencial, el n.º 233-96 de fecha 30 de julio de 1996.
Lógicamente en cuanto a la Loma Diego de Ocampo, debido a la presencia mantenida por la Sociedad Ecológica del Cibao (SOECI) en la zona y su afinidad al equipo del señor Martínez, fueron quienes elaboraron las modificaciones del área protegida “Vedado Loma Diego de Ocampo” de la siguiente manera:
1. Se aumentaba la superficie del área protegida de 17,998 tareas² a 43,766 tareas², un incremento de 243 %. Este aumento en la superficie del área protegida, sin razón lógica aparente y mucho menos técnica o científica, incluyó deliberadamente las comunidades antañas de La Guazumita, Piché y/o Las Manaclas, fincas agropecuarias en producción por más de 100 años y concesiones mineras en la Loma del Peñón.
2. Se cambió su nombre de “Vedado Diego de Ocampo” a "Reserva Biológica Dr. José de Jesús Jiménez Almonte".
3. Se le asignó al área protegida Categoría 1-B de acuerdo con la Unión Internacional para la Conservación de la Naturaleza (UICN). Esta nueva categorización del área protegida, al igual que en el aumento de su extensión, sin razón lógica aparente y mucho menos técnica o científica, buscaba deliberadamente el traslado o desalojo de los habitantes campesinos de las comunidades y prohibir todo tipo de actividad agropecuaria. Como lo hiciera público la SOECI al publicar el artículo “SOECI presentará plan Diego de Ocampo” en el diario La Información en su edición del 20 de diciembre de 1997. La nueva área protegida, de acuerdo con ecologistas y ambientalistas de renombre consultados, no cumplía con las especificaciones para ser declaradas dentro de dicha categoría, por el simple hecho de que la población y actividad humana estaba establecida por mucho tiempo. La categoría 1-B de la UICN establece esta se implementa en áreas para proteger la integridad ecológica a largo plazo de áreas naturales no perturbadas por actividades humanas significativas, libres de infraestructuras modernas y en las que predominan las fuerzas y procesos naturales. Al área no clasificar era clara la intención de eliminar toda presencia humana en la nueva área protegida.
4. Se otorgó absoluto control a la Sociedad Ecológica Dominicana del Cibao (SOECI) del área protegida como indicado en el Decreto 233-96, Artículo 12, Párrafo II. Ilegalmente se traspasaba las atribuciones y funciones del Estado Dominicano a una entidad no gubernamental y privada, estableciendo además que la otrora Dirección Nacional de Parques colaboraría con la SOECI.

La "Reserva Biológica Dr. José de Jesús Jiménez Almonte" en lo adelante, quedaría con las siguientes características: Perímetro aproximada de 31.18 km y extensión superficial de 25.15 km² (equivalentes a 27,522,384 m² o 43,766 tareas²).

### Vedado Loma Diego de Ocampo
Tan pronto fue promulgado el Decreto Presidencial n.º 233-96, surgieron las voces de expertos, ecologistas, ambientalistas, sectores productivos, en total desacuerdo con las arbitrariedades cometidas con la modificación y creación de las áreas protegidas.
Tales fueron los conflictos creados no quedando más remedio que la promulgación del Decreto Presidencial n.º 319-97 de fecha 22 de julio de 1997 para derogar el Decreto Presidencial 233-96 y dejar sin efecto el desastre ambiental ocasionado. Con esto, el área protegida volvió a su estado original de “Vedado Loma Diego de Ocampo”.

### Reserva Biológica Dr. José de Jesús Almonte Jiménez
En el año 2000, durante la creación de la ley n.º 64-00, que creó la Secretaría de Estado de Medio Ambiente y Recursos Naturales de fecha 18 de agosto del 2000, se introdujo el tema de incluir las áreas protegidas en dicha ley, para esto nueva vez introdujeron el mamotreto de las áreas protegidas del decreto presidencial n.º 233-96. No obstante, conocido lo ocurrido con la promulgación del decreto presidencial n.º 233-96, los legisladores lo incluyeron en la ley 64-00 pero de manera transitoria en su artículo 34, para ser revisado cuando se legislara para la creación de una nueva ley sectorial sobre áreas protegidas y biodiversidad.

### Monumento Natural Pico Diego de Ocampo
Es en el año 2002, durante las discusiones de elaboración de la nueva ley n.º 202-04 Sectorial de áreas protegidas de República Dominicana y biodiversidad de fecha 30 de julio del 2004, los legisladores escucharon los argumentos de los campesinos del entorno de la Loma Diego de Ocampo, así como las voces técnicas y científicas que abogaban por la propuesta campesina.
1. Finalmente, el área protegida fue redelimitada, cambió su nombre a “monumento Natural Pico Diego de Ocampo” y cambió su clasificación a categoría 3.
2. La nueva delimitación, excluyo los predios de las comunidades de La Guazumita, Piché, así como los terrenos en producción agropecuaria por más 100 años en La Llanada y Los Pozos de Palmar Arriba.
3. Su nueva categorización permitiría el uso del área protegida para el desarrollo de ecoturismo.

El "Monumento Natural pico Diego de Ocampo", mediante la ley 202-04, en lo adelante quedaría con las siguientes características: perímetro aproximado de 29.3 km y extensión superficial de 24.7 km² (equivalentes a 24,721,016 m² o 39,311 tareas²).

### Área de amortiguamiento Monumento Natural Pico Diego de Ocampo
Ya definitivamente creada el área protegida, mediante decreto Presidencial n.º 571 de fecha 7 de agosto de 2009, en su artículo 33, se crea un área de amortiguamiento comprendida por una franja de 300 metros lineales bordeando el límite exterior del área protegida. Agregando al área núcleo del “Monumento Natural Pico Diego de Ocampo” una extensión superficial aproximada de 9.7 km² (equivalentes a 5,909,280 m² o 13,854 tareas²).